# ابوعمرو کشی
ابوعمر محمد بن عمر بن عبدالعزیز معروف به شیخ کشّی (زادهٔ [حدود] ۲۴۰ ق. - درگذشته [بین سالهای] ۳۳۰ تا ۳۴۰ قمری) از علمای رجال و حدیث شیعه در نیمه اول قرن چهارم هجری بوده و زادگاهش شهر «کش» (با نام امروزی شهرسبز) از شهرهای کشور ازبکستان است.
وی از شاگردان محمدبن مسعود عیاشی بوده‌است.

## رجال کشی
از مهمترین تالیفات وی معرفة اخبارالرجال یا معرفة الناقلین عن الائمه الصادقین (ع) معروف به رجال کشی است؛ که شامل بشترین احادیث مربوط به احوال رجال شیعه بوده و دارای مطالب ارزنده و منحصر به فردی است. البته روایات رجال کشی در صورتی پذیرفته شده‌است که دارای سند معتبر بوده و گرفتار دور نباشد. اصل کتاب وی در دستری نیست. شیخ طوسی این کتال را خلاصه کرد و اختیارالرجال یا اختیار الکشی نامید.